# Andreas Luthe
Andreas Luthe (* 10. März 1987 in Velbert) ist ein ehemaliger deutscher Fußballspieler. Der Torwart stand zuletzt beim VfL Bochum unter Vertrag.

## Sportliche Laufbahn

### Jugend
Andreas Luthe fing mit sieben Jahren beim SuS Niederbonsfeld mit dem Fußballspielen an. Er spielte dort unter anderem als Innenverteidiger und Rechtsaußen; erst nach seinem Wechsel zu Borussia Velbert stand er im Tor. 2001 wechselte er in den Jugendbereich des VfL Bochum.

### Profikarriere
Ab 2006 kam er beim VfL Bochum in der zweiten Mannschaft zum Einsatz. Zur Saison 2009/10 unterschrieb er dort einen Profivertrag und gehörte zunächst als vierter Torhüter dem Profikader an.
Nach der Trennung von Marcel Koller wurde Luthe unter dem Interimstrainer Frank Heinemann zur Nummer zwei befördert. Sein erstes Pflichtspiel für die Profis bestritt er am 22. September 2009 im DFB-Pokal, als er Philipp Heerwagen ersetzte, der einen Kieferbruch erlitten hatte. Sein Bundesligadebüt folgte am 25. September 2009 gegen den 1. FC Nürnberg, gegen den er beim 1:0-Sieg seiner Mannschaft keinen Gegentreffer hinnehmen musste. Zwei weitere Einsätze folgten, dann kehrte er wieder auf die Bank zurück. Am Ende der Saison stieg Bochum in die zweite Liga ab.
In der Saison 2010/11 übernahm Luthe am 5. Spieltag die Position des Stammkeepers, nachdem Heerwagen einige Male zuvor nicht fehlerfrei geblieben war. Zu Beginn der Saison 2012/13 wurde er zum neuen Kapitän des VfL ernannt.
Nachdem der VfL Bochum in die Saison 2015/16 mit fünf Siegen erfolgreich gestartet war, nahmen die Erfolge zur Mitte der Hinrunde ab, sodass man vom elften bis 16. Spieltag nur zwei Punkte holen konnte; Luthe blieb an diesen Spieltagen nie ohne Gegentor, musste in insgesamt 16 Ligaspielen jedoch auch nur 17 Gegentreffer hinnehmen. Bochums Cheftrainer Gertjan Verbeek reagierte dennoch mit Umstellungen in der Mannschaft und nahm Luthe für das Spiel am 6. Dezember 2015 (17. Spieltag) gegen den 1. FC Heidenheim aus der Startelf, indem er Manuel Riemann den Vorzug im Tor gab. Luthe reagierte am Tag vor dem Spiel auf diese Entscheidung mit Kritik, die er öffentlich bei Facebook äußerte. Er erklärte, dass er „laut kicker online zu den notenbesten Spielern der gesamten Zweitligasaison“ gehöre „und in 16 Ligaspielen ohne jeden schweren Fehler geblieben“ sei. Die Begründung seiner Herausnahme aus der Startelf in der Form, wie sie geschehen sei, habe ihn „nicht annähernd zufrieden gestellt“. Trotz dieser Entwicklung dankte er Verbeek in seiner Veröffentlichung, ihn seit dessen Übernahme des Traineramtes in Bochum „zu einem besseren und effizienteren Torhüter gemacht“ zu haben. Luthes Äußerung wurde nach kurzer Zeit wieder gelöscht. Nachdem er gegen Heidenheim noch auf der Bank saß, erklärte der Verein am 8. Dezember 2015, dass Luthe eine „Denkpause“ erhalte, die ihn bis einschließlich des 3. Januar 2016 vom Spiel- und Trainingsbetrieb befreie. Der Sportvorstand Christian Hochstätter erklärte, Luthe erhalte damit die Gelegenheit, „den Vorfall der vergangenen Woche angemessen zu verarbeiten“. Luthe akzeptierte diese Entscheidung und bereute den Zeitpunkt seines Beitrags auf Facebook. Zudem räumte er ein, die Wirkung sowie das Ausmaß seiner Äußerung unterschätzt zu haben. In den Spieltagskader wurde Luthe auch nach Ablauf des Sonderurlaubs nicht mehr berufen.
Zur Saison 2016/17 wechselte Luthe zum Bundesligisten FC Augsburg, bei dem er einen bis 2020 gültigen Vertrag erhielt. Dort gab er beim 1:1 gegen Borussia Dortmund am 13. Mai 2017, dem 33. Spieltag, sein Pflichtspieldebüt, nachdem Stammtorhüter Marwin Hitz mit Hüftproblemen für die Partie ausgefallen war. In der Folge war Luthe weiterhin Hitz’ Vertreter und rückte nach dessen Wechsel im Sommer 2018 für diesen fest ins Tor. In der Rückrunde der Saison 2018/19, in der sich Augsburg im Abstiegskampf befand, verlor der Keeper seinen Platz als Nummer 1 an den im Winter leihweise verpflichteten Gregor Kobel, den er lediglich im Saisonendspurt aufgrund einer Verletzung zweimal vertrat. Im Sommer 2019 erhielt der Neuzugang Tomáš Koubek das Vertrauen des Cheftrainers Martin Schmidt. Der Tscheche patzte aber häufig, was schließlich Schmidt und auch dessen Nachfolger Herrlich ab Anfang März 2020 dazu bewog, wieder auf Luthe zu setzen.
Da Koubek einen langfristigen Vertrag besaß und mit Rafał Gikiewicz ein weiterer Torhüter verpflichtet worden war, wechselte Luthe zur Saison 2020/21 als designierter Nachfolger von Gikiewicz zum Bundesligakonkurrenten 1. FC Union Berlin. Dort war er Stammtorwart, wobei er sich gegen Loris Karius durchsetzen konnte. Zur Saison 2022/23 kehrte Luthe in die 2. Bundesliga zurück und wechselte zum Aufsteiger 1. FC Kaiserslautern. Dort war er in der ersten Saison unangefochtener Stammtorwart. In der Frühphase der Saison 2023/24 verlor er nach einer Rotsperre seinen Stammplatz an Julian Krahl.
Im Januar 2024 kehrte er zum VfL Bochum, dem er als Jugendspieler und Profi bereits bis 2016 angehört hatte, zurück. In der Rückrunde der Saison 2023/24 fungierte er als zweiter Torhüter hinter Manuel Riemann. Nachdem Bochum am letzten Spieltag auf den Relegationsplatz abgerutscht war, teilte der Verein mit, Riemann für die beiden Relegationsspiele gegen Fortuna Düsseldorf nicht zu berücksichtigen, wodurch Luthe in beiden Partien im Tor stand.
Das Relegationshinspiel gegen Fortuna Düsseldorf im heimischen Stadion verlor der VfL mit 0:3.
Im Rückspiel auswärts am 27. Mai 2024 konnte der VfL mit einem 3:0 in der regulären Spielzeit das Elfmeterschießen erzwingen. Dort konnte Luthe den ersten Elfmeter abwehren. Der VfL gewann das Elfmeterschießen mit 6:5 und hielt die Klasse. Unmittelbar im Anschluss an das Spiel gab Luthe sein Karriereende bekannt.

## Engagements
Luthe ist seit dem 30. Juni 2015 im Spielerrat der Spielergewerkschaft Vereinigung der Vertragsfußballspieler (VdV).
Am 1. Juli 2020 gab Luthe seine künftige Zusammenarbeit mit dem Torwarthandschuh-Startup Catch & Keep bekannt.